# Matija Malešič (politik)
Matija Malešič, slovenski pravnik, politik in diplomat, * 11. februar 1933, Plač

## Družbeno delovanje
Matija Malešič, dipl. pravnik, se je rodil v družini pisatelja Matije Malešiča.
Sprva deloval na področju zdravstva, nato pa je postal podpredsednik Skupščine občine Maribor, odgovoren za področje družbenih dejavnosti. Od leta 1975 do leta 1982 je opravljal funkcijo glavnega direktorja splošne bolnišnice, danes Univerzitetnega kliničnega centra Maribor.
Leta 1989 je prevzel vodenje Skupščine občine Maribor. Dolžnost je opravljal do prvih večstrankarskih volitev leta 1990. 
Dne 16.maja je zaprisegel nov slovenski izvršni svet, prva vlada izvoljena na večstrankarskih volitvah leta 1990. V slovenski osamosvojitveni vladi je Matija Malešič postal podpredsednik slovenskega izvršnega sveta, zadolžen za področje družbenih dejavnosti.
Leta 1992 je bil imenovan v žirijo za podelitev Borštnikovega prstana in zlate značke Borštnikovega srečanja. 
Leta 1992 ga je vlada imenovala za slovenskega veleposlanika v Republiki Hrvaški. Dolžnost veleposlanika v Zagrebu je opravljal od 10. septembra 1992 do 10. aprila 1998. Za svoje delo je prejel Red kneza Branimira z ogrlico.